# René Plaissetty
René Alexis Plaissetty est un cinéaste et producteur de cinéma franco-américain, né le 7 mars 1889 à Chicago et mort le 4 janvier 1955 à Los Angeles.

## Biographie
Fils d'Achille Plaissetty, chimiste et homme d'affaires et de Corinne Bonnecaze, professeur de chant, René Plaissetty naît le 7 mars 1889 à Chicago. 
En 1907, il vient vivre en France en et s'y marie peu après avec Yvonne Lacroix, championne de France de patinage artistique en 1908 dont il a deux filles, Jacqueline en 1909 et Micheline en 1911. Avec le concours d’autres administrateurs, il crée sa société de production Filma,. Dynamique, il fonde dans le même temps une autre société, Plaissetty et Cie,. Dans son ouvrage Kino : Histoire du cinéma russe et soviétique, Jay Leyda fait remonter les débuts cinématographiques de René Plaissetty à 1909 en Russie,. Celui-ci y aurait ainsi tourné à vingt ans The Adventures of Harry Wilson in Russia, avec Edmund van Daële dans le rôle de Wilson. Parmi les épisodes des aventures du célèbre détective Harry Wilson, on peut citer La Trace (1913) et La Main invisible (1914). 
En 1914, il est rapatrié aux États-Unis comme citoyen américain au début de la Première Guerre mondiale. René Plaissetty s'installe successivement avec sa famille à La Nouvelle-Orléans, à New York et à Philadelphie. 
Le 1er février, 1915, il fonde la Coquille Film Company dans l'espoir de pénétrer le marché américain. Il recrute des acteurs comme Klas Van Heel, et des natifs de La Nouvelle-Orléans comme Leatrice Zeidler et Lucy Leveque. En 1915, il met en scène son premier film américain Her Great Match à Philadelphie. Il travaille d'abord pour Lubin Studios puis pour la Metro Pictures Corporation pour laquelle il réalise une série de comédies mélodramatiques avec comme principaux interprètes Gail Kane et E. K. Lincoln.
En 1916, il séjourne à New York de janvier à juin puis revient par bateau en France où il débarque à Bordeaux avant de venir à Paris. La même année, il séjourne en Italie pour diriger pendant quelques mois une entreprise cinématographique à Turin. 
En 1917, après avoir pris contact avec Charles Pathé, il devient metteur en scène à la Société cinématographique des auteurs et gens de lettres. Dans son travail, il manifeste un sens prononcé de l'indépendance et une grande faculté d’adaptation. Il tourne avec Gabrielle Robinne dans Le Vol suprême ou avec Claude Garry dans L'Heure sincère et enchaîne la réalisation de films témoignant d'un goût pour la culture populaire américaine. 
En 1919, il met en scène son premier long-métrage Vers l'argent avec Mary Massart. Il n’a que trente ans et possède cependant une connaissance approfondie des métiers du cinéma. La même année, René Plaissetty, qui avait provisoirement abandonné la production, crée une nouvelle entreprise : L'Usine René Plaissetty,. En 1919, il dirige également La firme René Plaissetty,. Celle-ci se charge de perforer, développer, tirer, virer, teinter monter les films, titres, photos d’art et agrandissements. Assisté par le jeune réalisateur Jean Caussade, il en assure la direction technique et artistique. Il multiplie alors les contacts avec des auteurs reconnus comme l'écrivain Jules Mary qui écrit pour lui un scénario, La Torture. 

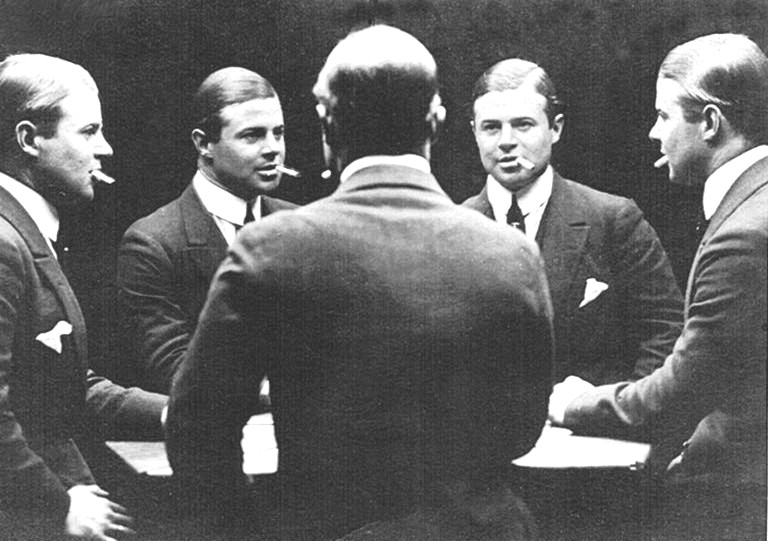
René Plaissetty, en 1916.

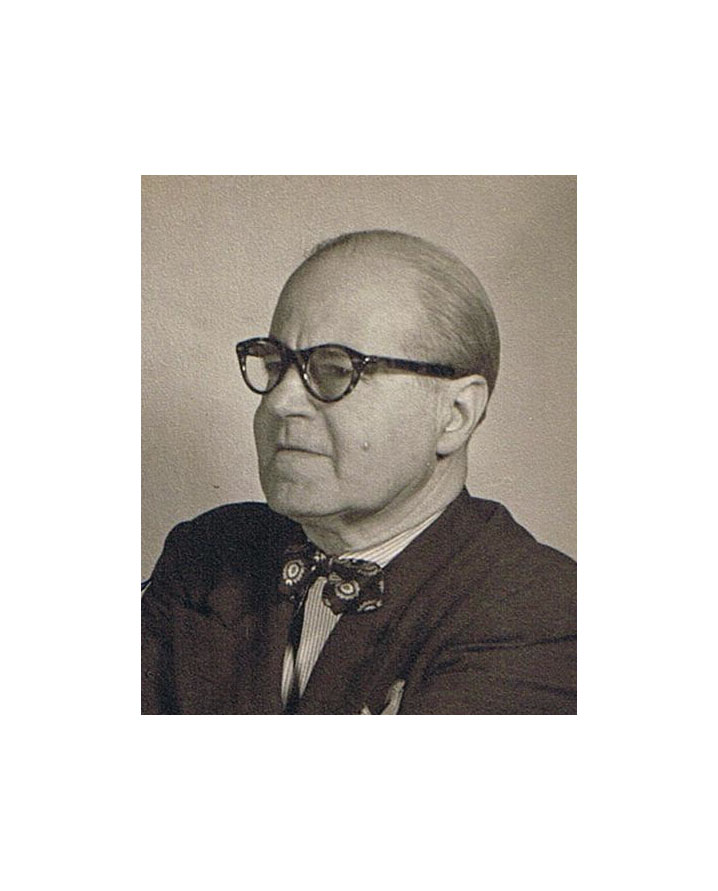
René Plaissetty, en 1954.

Les questions techniques le passionnent : il met ainsi au point et commercialise un complément de l'appareil de prise de vue, le dispositif R. Plaissetty permettant notamment l'obtention d'un dégradé décentrable avec avance et recul à l'objectif. Au-delà des aspects techniques, René Plaissetty s'attache aux moindres détails de la mise en scène et dans son ouvrage La Foi et les Montagnes, ou le Septième Art au passé, son confrère Henri Fescourt évoque notamment le "maquillage Plaissetty" très apprécié alors.
En janvier 1920, confiant l'administration de son usine à son assistant, il part pour Londres où il reprend le chemin des studios avec Mary Massart qui devient son égérie. Ses longs-métrages anglais de 1920 et 1921 réalisés pour la Stoll Film Co, sont remarqués par les critiques pour leurs qualités esthétiques et thématiques comme l’étrange Yellow Claw, d’après une histoire de Sax Rohmer.
En 1922, il revient à Paris et tourne chez Gaumont (dans la série Pax) Mon p'tit avec Léontine Massart, sœur de Mary. Toujours chez le même producteur, avec Mary Massart, il met en scène une adaptation du roman de Maurice Level, L'Île sans nom. Ce film mouvementé (on y voit notamment un naufrage) reçoit un accueil public et critique très favorable, en raison de l’originalité du sujet et de l’utilisation dramatique d’un nouveau mode de communication, la TSF.
En 1923, René Plaissetty estime le cinéma américain plus adapté à ses projets. Il repart donc aux États-Unis avec Mary Massart qu'il épouse à Los Angeles (ils auront la même année un fils, Francis Léo) et fait la rencontre du réalisateur et producteur Edwin Carewe. Il lui propose aussitôt l’adaptation d’un roman de Louise Gérard A Son of the Sahara publié en 1922 à New-York. Plaissetty, Carewe et leur équipe quittent l’Amérique et arrivent en Algérie. Après de multiples problèmes avec la population locale, le film (une épopée à travers le désert avec Claire Windsor, Bert Lytell et dans un petit rôle, Joe Hamman) sort en avril 1924 outre-Atlantique mais demeure inédit en France. René Plaissetty poursuit sa production américaine en 1924 avec deux films The Link et La Fumée jaune.
En 1925, il revient à Paris pour tourner un film court dont l'originalité surprend public et critiques, J'ai fait du pied pour avoir la main, comédie interprétée par quatre acteurs dont l’actrice Nicole Robert dont on ne voit que les pieds et les mains. 
En 1926, le metteur en scène retrouve Nicole Robert pour Le Faiseur de statuettes tourné dans les studios Gaumont, reconstituant les décors d’un Montmartre d’artistes et de noceurs. En 1927, son film Chignole datant de 1919 ressort avec un nouveau prologue sous le titre La Grande Envolée. 
Le cinéaste cherche à faire aboutir plusieurs projets en France puis en Amérique. Il retourne finalement en France et réalise son dernier film en 1931 à l’âge de quarante-trois ans : Chair ardente. Ce film tiré d’un roman de Lucie Delarue-Mardrus raconte la liaison violente entre une bourgeoise et un voyou durant trois jours. Chair ardente, œuvre originale en marge du cinéma conventionnel ne rencontre pas le succès et clôt la carrière d’un cinéaste encore jeune. René Plaissetty décide de rentrer en Amérique et ne produit dès lors plus de film.
En 1943, il fait néanmoins une apparition comme acteur dans le film Mission to Moscow où il incarne Robert Coulondre, ambassadeur de France à Berlin au début de la guerre, sous le pseudonyme Alex Caze. 
René Plaissetty meurt le 4 janvier 1955 à Los Angeles. Il est enterré au cimetière de Montebello en Californie.

## Filmographie

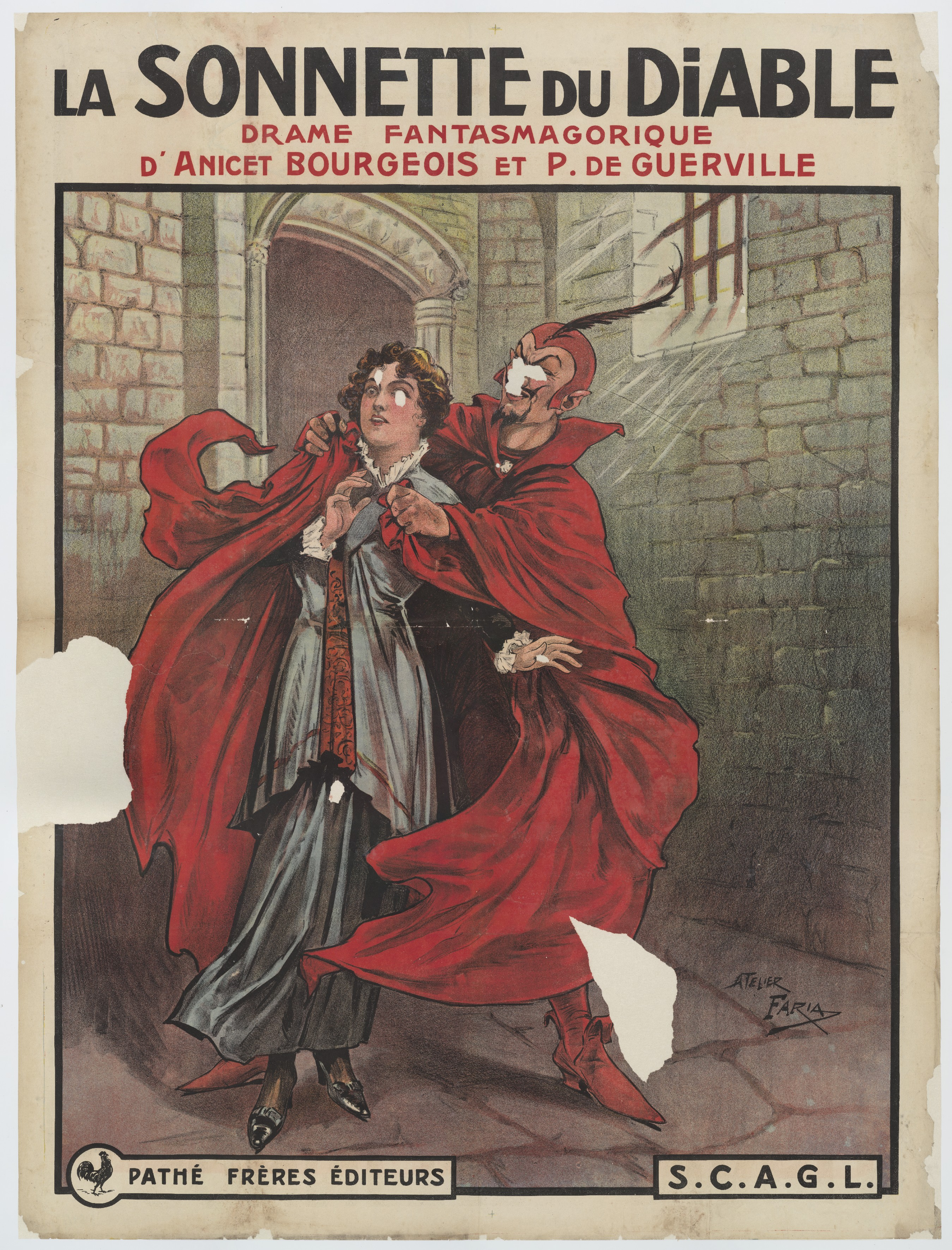
Affiche pour son film muet La Sonnette du Diable. Drame fantasmagorique d'Anicet Bourgeois et P. Guerville, par Cândido de Faria, 1910-1919?. Collection EYE Film Instituut Nederland.

- 1909 : The Adventures of Harry Wilson in Russia (France)
- 1913 : La Trace (France, série Harry Wilson)
- 1913 : À tire d'ailes (France, série Harry Wilson)
- 1914 : Le Legs (France, série Harry Wilson)
- 1914 : La Main invisible (France, série Harry Wilson)
- 1915 : Her Great Match avec Vernon Steele (États-Unis, Production : Metro Pictures Corporation)
- 1916 : The Wonderful Wager avec Marion Sunshine (États-Unis)
- 1916 : The Heart's Tribute avec Vinnie Burns (États-Unis)
- 1917 : Le Vol suprême avec Gabrielle Robinne (France, Production : SCAGL, Pathé)
- 1917 : Le Hussard avec André Morgane (France, Production : SCAGL, Pathé)
- 1917 : L'Heure sincère avec Claude Garry et Maurice Lagrenée (France, Production : SCAGL, Pathé)
- 1918 : Le masque de l’amour, 1re époque : Le masque de Valcor  avec Mévisto (France, Production : SCAGL, Pathé)
- 1918 : Le masque de l’amour, 2e époque : Madame de Fermeuse avec Jeanne Grumbach (France, Production : SCAGL, Pathé)
- 1918 : Serpentin janissaire avec Mary Massart et Marcel Lévesque
- 1919 : Une étoile de cinéma avec Germaine Dermoz et Georges Mauloy (France, Production : SCAGL, Pathé)
- 1919 : Chignole avec Armand Numès
- 1920 : Vers l'argent avec Mary Massart (France)
- 1920 : The Yellow Claw ou La Griffe jaune avec Mary Massart et Kitty Fielder (Grande-Bretagne)
- 1921 : The Broken Road avec Mary Massart (Grande-Bretagne)
- 1921 : The Four Feathers ou Les Quatre Plumes avec Mary Massart et Harry Ham (Grande-Bretagne)
- 1921 : The Woman with the Fan ou La Femme à l'éventail avec Mary Massart et Alec Fraser (Grande-Bretagne)
- 1921 : The Knave of Diamonds ou Le Valet de Carreau avec Mary Massart et Cyril Percival (Grande-Bretagne)
- 1922 : L'Île sans nom avec Mary Massart et Paul Amiot (France)
- 1922 : Mon p'tit avec Léontine Massart et Arlette Marchal (France)
- 1924 : A Son of the Sahara réalisé par Edwin Carewe assisté de René Plaissetty (États-Unis)
- 1924 : L'Homme (États-Unis)
- 1924 : The Link (États-Unis)
- 1924 : La Fumée jaune (États-Unis)
- 1925 : J'ai fait du pied pour avoir la main avec Nicole Robert (France)
- 1926 : Le Faiseur de statuettes avec Nicole Robert et Maurice de Feraudy (France)
- 1927 : La Grande Envolée avec Ann Harding (France)
- 1932 : Chair ardente avec Jean Marchat (France)
- 1943 : Mission à Moscou (Mission to Moscow) (comme acteur)